# Anthochaera
Anthochaera là một chi chim trong họ Meliphagidae.

## Hình ảnh

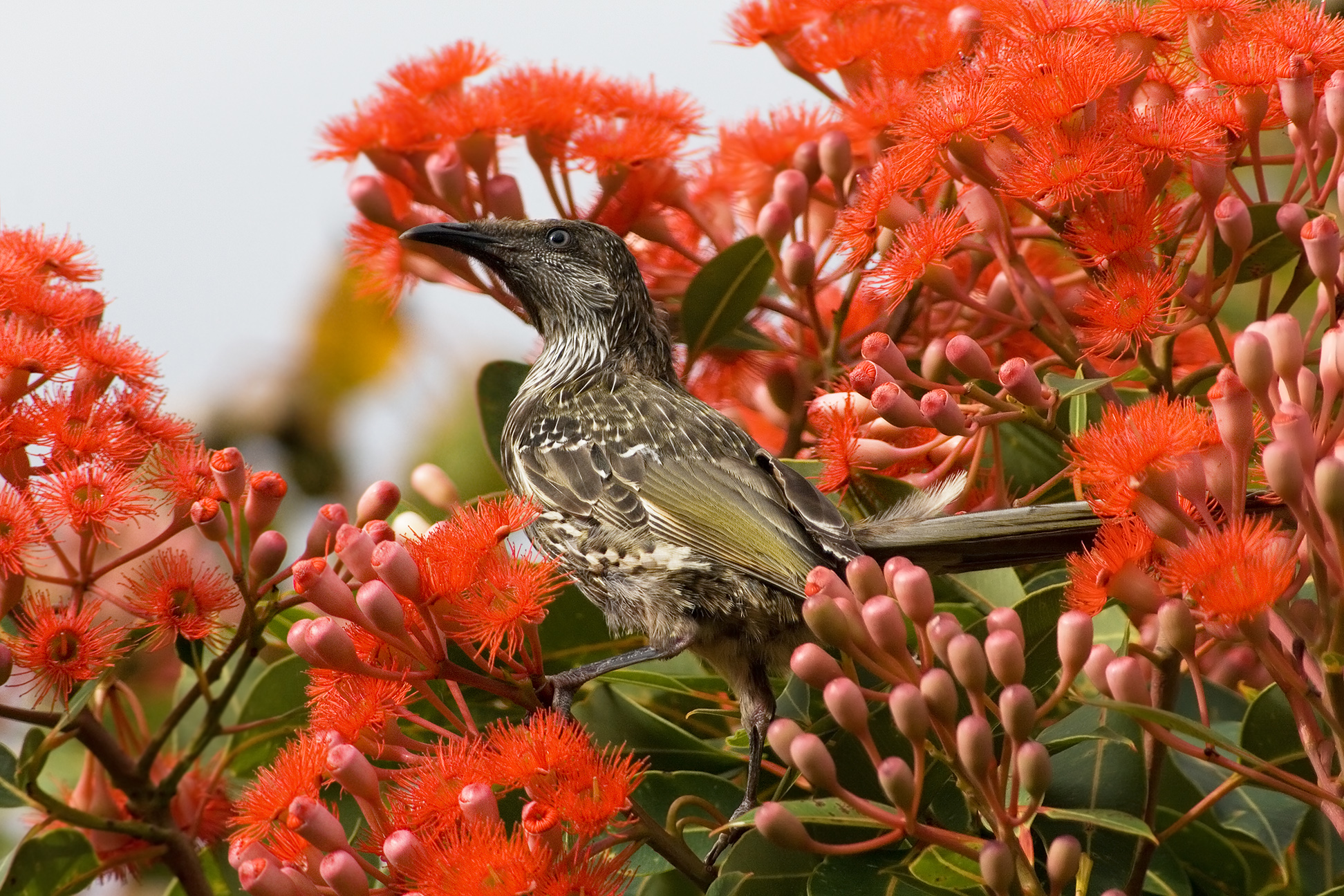
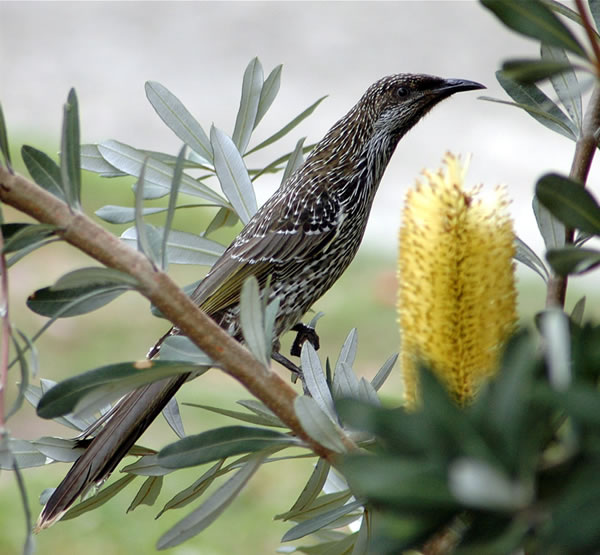
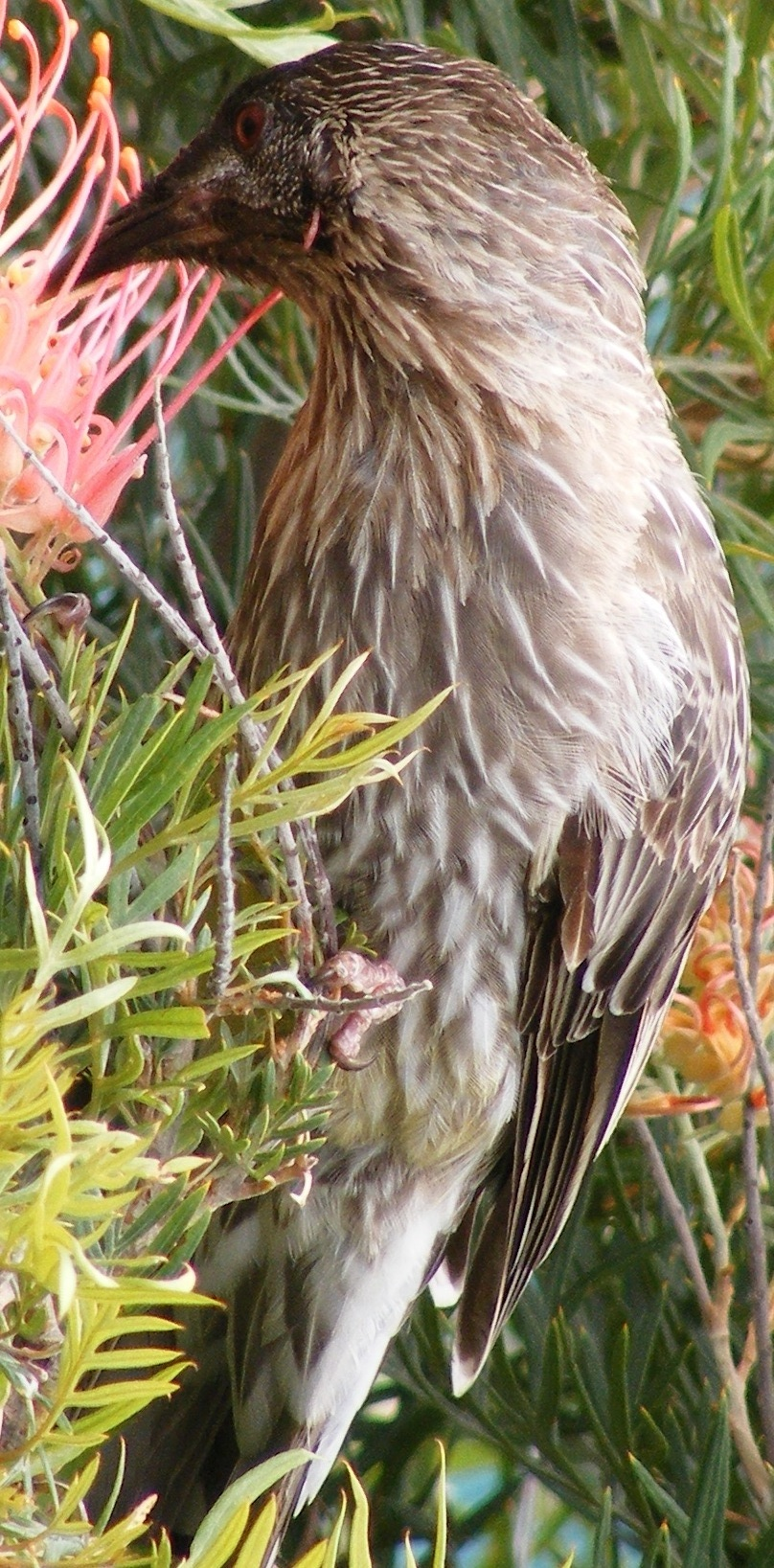
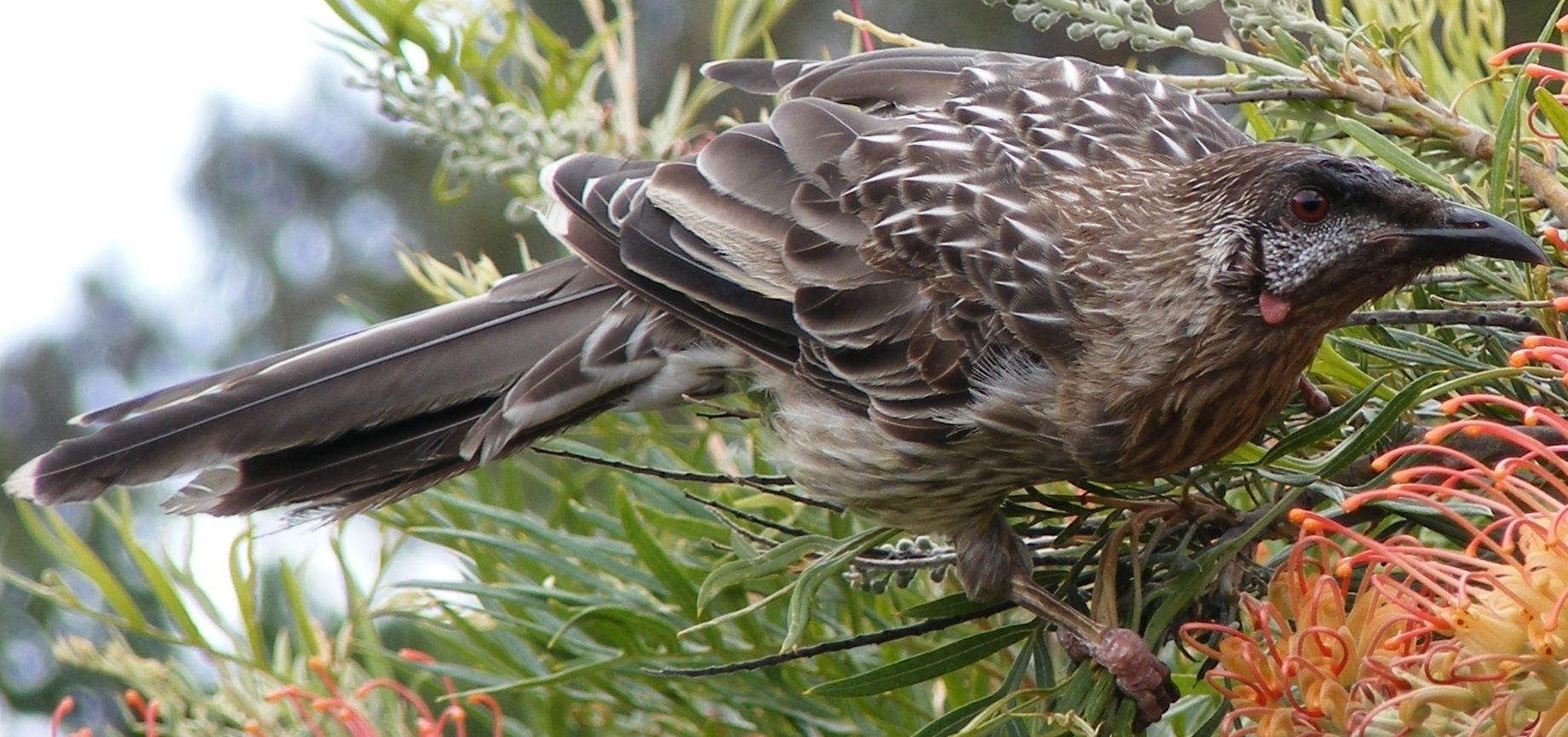
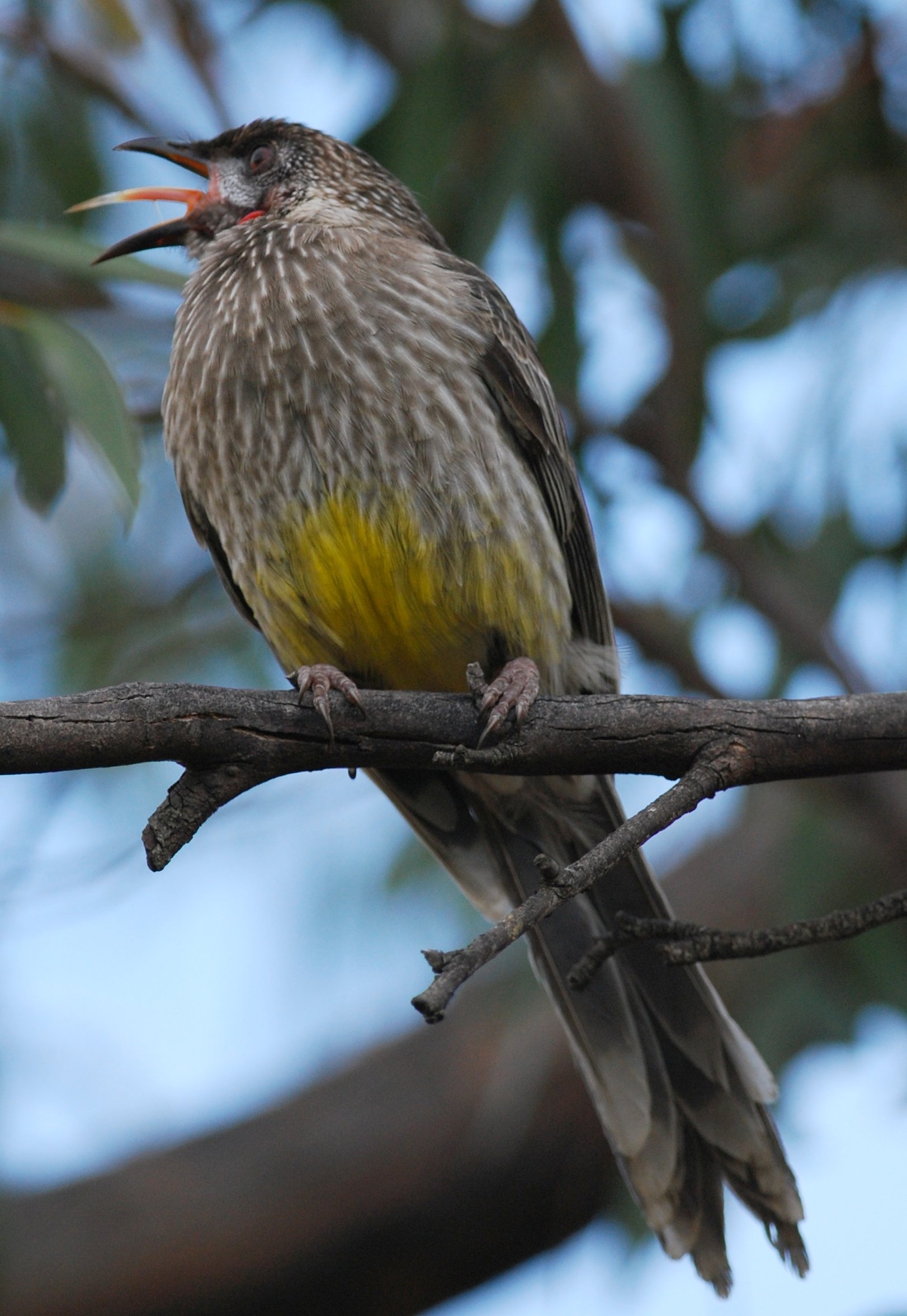
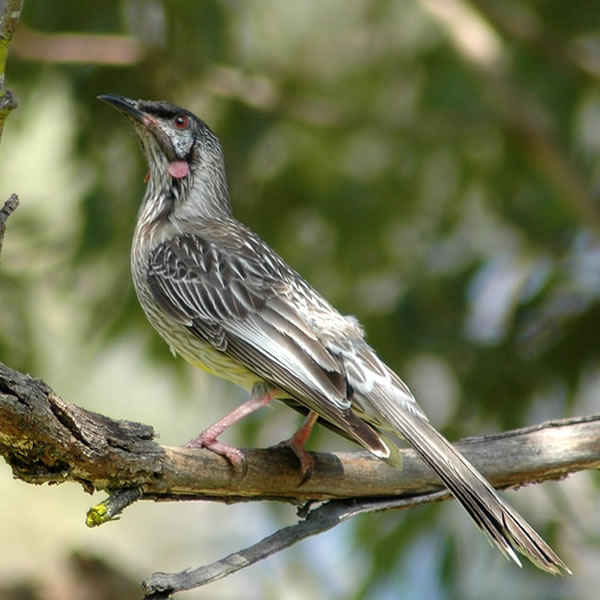

## Các loài
- Anthochaera carunculata
- Anthochaera chrysoptera
- Anthochaera lunulata
- Anthochaera paradoxa